# Kecskeméti Vilmos

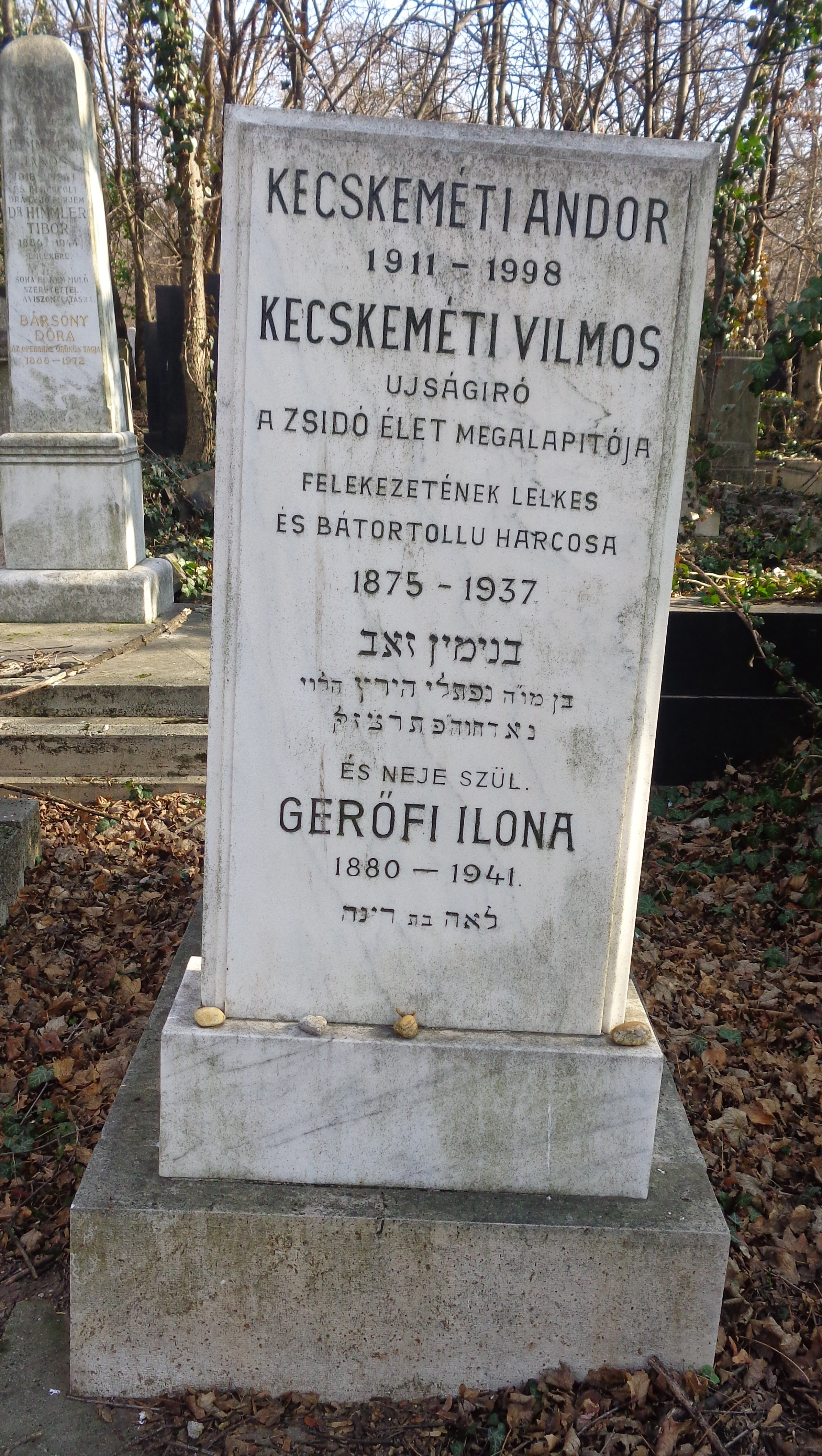
Sírja a Kozma utcai izraelita temetőben

Kecskeméti Vilmos (Kecskemét, 1874. június 17. – Budapest, Józsefváros, 1937. március 29.) újságíró, lapszerkesztő.

## Élete
Kecskeméti Herz (1827–1905) gyümölcs- és bornagykereskedő és Fuchs Netti fia. A Kegyes-Tanítórend Kecskeméti Főgimnáziumában érettségizett, majd 1892-től a Budapesti Tudományegyetem Állam- és Jogtudományi Karának hallgatója lett.
1901-től Kecskeméten a Pestmegyei Hírlap, majd a Kecskemét és Vidéke című lapokat szerkesztette. 1903-ban Függetlenség címmel napilapot alapított, melyet több évig szerkesztett. A város társadalmi életében vezető szerepet játszott. Tagja volt a törvényhatósági bizottságnak és a függetlenségi párt titkáraként is tevékenykedett. Később a fővárosba költözött, s a Kis Ujság, majd a Budapest munkatársa lett. Ez utóbbi megszűnése után, 1921–22-ben a Hétfői Kiadás Budapest felelős szerkesztőjeként dolgozott. 1927-ben megalapította a Zsidó Évkönyvet, mely a magyar zsidóság kulturális és gazdasági életével foglalkozott. Dolgozott a Pester Lloydnál és a Magyar Hírlapnál is.

## Családja
Felesége Gerőfi Ilona (1880–1941) színésznő volt, Gerőfi Adolf és Grün Antónia lánya, akivel 1909. szeptember 20-án Budapesten, az Erzsébetvárosban kötött házasságot.
Gyermekei:
- Kecskeméti György
- Kecskeméti Andor (1911–1998)[7]